# Dominic Benhura

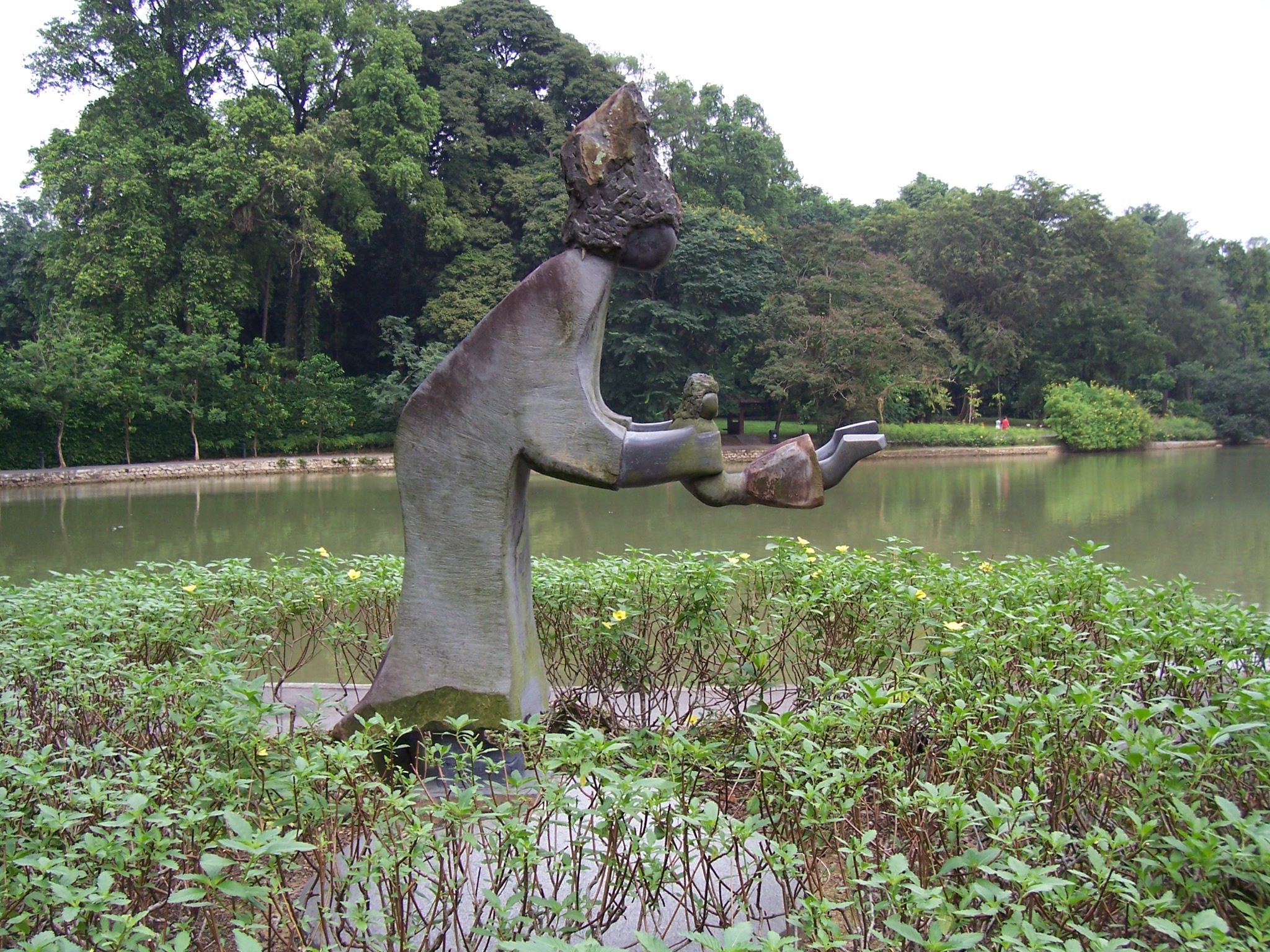
SwingMeMama-1995-Singapore

Dominic Benhura (Murewa, 1968) is een Zimbabwaans beeldhouwer.
Benhura’s vader stierf voor zijn geboorte en hij werd opgevoed door zijn moeder. Aangezien hij goed kon leren, stuurde zij hem voor verdere studie naar Harare. Op tienjarige leeftijd ging hij bij zijn oom wonen in de buitenwijk Tafara. Daar woonde ook zijn neef Tapfuma Gutsa, die toen al een bekend beeldhouwer was. Benhura hielp zijn neef bij het polijsten van diens beelden, maar al snel begon hij zelf werk te maken. Al op twaalfjarige leeftijd verkocht hij zijn eerste werk.
Nadat hij zijn school had afgemaakt, richtte hij zich geheel op het beeldhouwen, hoewel hij er geen gerichte opleiding voor had gevolgd.
Zijn werk werd voor het eerst getoond in het Chapungu Sculpture Park in Harare. Hij werd er ‘ontdekt’ door Roy Guthrie, de directeur van het beeldenpark. Vanaf 1990 volgde hij er een programma als ‘artist in residence’ en begon grotere werken te maken. Hij maakte studiereizen naar Botswana, de Verenigde Staten, België, Nederland, Denemarken en Duitsland. Toen hij Chapungu verliet en een eigen huis en werkplek had gevonden in Athlone, begon hij zijn eigen studio in zijn achtertuin waar hij ten behoeve van jonge kunstenaars gratis materiaal ter beschikking stelt.
Benhura heeft met zijn werk internationale erkenning gevonden en op vele plaatsen in alle werelddelen geëxposeerd. Kenmerkend voor zijn werk is de opgewektheid die er uit spreekt. Veel beelden hebben betrekking op de relatie tussen moeder en kind en met elkaar spelende kinderen, maar ook planten en dieren spelen een rol in zijn werk.
In 2008 was er een grote solotentoonstelling van zijn werk te zien in de Hortus botanicus Leiden te Leiden.